# Jalifa Hafter
El Mariscal de campo Jalifa Belqasim Omar Hafter (llamado a veces Hifter, Haftar o Huftur —en árabe: خليفة بلقاسم حفتر الفرجاني‎—, Ajdabiya, 7 de noviembre de 1943) es un militar de Libia secular y nasserista. Excoronel del ejército libio fue encarcelado por Gadafi tras la guerra libio-chadiana (1978-1987). En 1990 se exilió a Estados Unidos donde pasó dos décadas preparando su propia milicia para derrocar a Gadafi y donde obtuvo la nacionalidad estadounidense.  Durante los combates contra Gadafi fue nombrado tercero del conocido como Ejército de Liberación Nacional Libio liderado por Abdul Fateh Younis, una facción escindida del ejército libio que sería el eje vertebrador de las fuerzas armadas tras la guerra.
En febrero de 2014 Hafter emitió un comunicado ordenando la suspensión del Congreso General por considerarlo incapaz de llevar las riendas del país y reclamando la celebración de elecciones. Se convirtió en jefe del autoproclamado Ejército Nacional Libio (LNA, por sus siglas en inglés). En abril de 2014 inició la llamada Operación Dignidad sin lograr sus objetivos. El 5 de abril de 2019 anunció el inicio de la Operación Inundación de Dignidad para tomar Trípoli algo que no logró por la entrada en escena en noviembre de Turquía apoyando al gobierno de Fayez al Sarraj. El 6 de junio de 2020 apoyado por Egipto presentó desde El Cairo una propuesta de paz y desarme para poner fin a la guerra.
Hafter ocupó un alto cargo en las fuerzas que derrocaron a Muamar Gadafi en 2011, durante la primera guerra civil libia. En 2014, era comandante del Ejército libio cuando el Congreso Nacional General (CNG) se negó a ceder el poder de acuerdo con su mandato. Haftar lanzó una campaña contra el GNC y sus aliados fundamentalistas islámicos. Su campaña permitió que se celebraran elecciones para reemplazar al GNC, pero luego se convirtió en la segunda guerra civil libia. En 2017, Ramzi al-Shaeri, vicepresidente del ayuntamiento de Derna, y los abogados Ryan Goodman y Alex Whiting acusaron a Hafter del crimen de guerra de ordenar el asesinato de prisioneros de guerra durante la recaptura de Derna.
En noviembre de 2021, Haftar anunció su candidatura a las elecciones presidenciales de diciembre de 2021.

## Biografía
Haftar nació en Ajdabiya cerca de 1943, y proviene de la tribu al-Farjani, cuyas raíces pueden trazarse hasta los Bani Hilal, una confederación de tribus árabes beduinas que poblaron África del norte durante siglos. Se graduó de la Academia Militar de Bengasi y continuó con su entrenamiento militar en la Unión Soviética. Aquí acabó los cursos Výstrel para altos mandos militares en 1977-1978 y, en 1983, ingresó en la Academia Militar Frunze de Moscú.

## Gobierno de Gadafi

### Primeros años
Haftar ayudó a Muamar el Gadafi a derrocar al Rey Idris de Libia en 1969. Al igual que otros miembros de los Oficiales Unionistas Libres (la junta que había derrocado a la monarquía), Haftar era secular y naserista o partidario de las políticas del entonces presidente de Egipto, Gamal Abdel Nasser. Era miembro del Consejo de Mando Revolucionario, que gobernó Libia en el período inmediatamente posterior a la revolución. Algunas fuentes indican que tomó parte en la guerra árabe-israelí de 1973. Haftar se convirtió más tarde en el Jefe del Estado Mayor de Gadafi.

### Guerra en el Chad
En 1986 había obtenido en rango de coronel, y se convirtió en comandante de las fuerzas militares de Gadafi en el conflicto libio-chadiano (1978-1987). Durante la guerra, en que las fuerzas libias fueron capturadas o empujadas de vuelta a la frontera, Haftar y entre 600 y 700 de sus hombres fueron capturados como prisioneros de guerra, y encarcelados en 1987, tras su derrota en la Batalla de Maaten al-Sarra.
Poco después de esta desastrosa batalla, Gadafi repudió a Haftar y otros prisioneros de guerra libios capturados por el Chad. Haftar fue acusado de traición por haber abandonado el ejército y haber permitido que sus soldados cayeran prisioneros. Un factor que contribuyó al rechazo de Haftar y otros por parte de Gadafi podría haber sido el hecho de que Gadafi hubiera firmado previamente un acuerdo para retirar todas las fuerzas libias del Chad, y las operaciones de Haftar dentro del Chad se habrían realizado en violación del acuerdo. Otra posible razón era la posibilidad de que Haftar pudiera regresar a Libia convertido en héroe, y convertirse en una amenaza para el propio gobierno de Gadafi. En cualquier caso, el repudio de Gadafi sirvió para colocar a Haftar en su contra.

### Oposición a Gadafi
Haftar cortó sus relaciones con el gobierno gadafista cuando Libia perdió la guerra. Tras pasar varios años encarcelado y ser liberado, y tras una negociación con la CIA alrededor de 1990, él y varios de sus antiguos afiliados se exiliaron a los Estados Unidos. En el país norteamericano, algunas fuentes afirman que fueron entrenados por la CIA en su sede en Langley, Virginia. Haftar fijó su residencia en Vienna, Virginia, a 8,45 kilómetros de Langley. Según el libro de 2001 Manipulaciones africanas, publicado por Le Monde Diplomatique, después de caer en desgracia con el régimen de Gadafi, Haftar montó su propia milicia financiada por la CIA.

### Papel en la primera guerra civil libia
En 2011 regresó a Libia para apoyar la guerra civil. A mediados de marzo, entró en su país natal a través de Egipto. El mismo mes, un portavoz militar anunció que Haftar había sido nombrado comandante del Ejército de Liberación Nacional Libio (ELNL), afirmación que fue negada por el Consejo Nacional de Transición (CNT). En abril, el general Abdul Fatah Younis tenía el rol de comandante en jefe de las Fuerzas Armadas, Omar El-Hariri servía como el jefe del estado mayor de Younis y Haftar tomó el tercer puesto más alto como el comandante de las fuerzas de tierra con el rango de teniente general. Ese mismo verano, Younis fue asesinado.

## «Operación Dignidad» (2014)
El 14 de febrero de 2014 Jalifa Haftar difundió un comunicado en el que ordenaba la suspensión del Congreso General tras el rumbo a la deriva que había tomado el país y propuso la formación de una comisión presidencial hasta que se celebraran nuevas elecciones. Tras varias semanas de ultimátum, en mayo, Haftar anunció una operación militar, llamada oficialmente Operación Dignidad, para deponer al Congreso y derrotar a las milicias islamistas en las que este se apoyaba.
Dentro del Congreso, el parlamento libio, la mayoría islamista de los Hermanos Musulmanes, incluido el presidente del Congreso, Nuri Abu Sahmain, condenó la operación como un "intento de golpe de Estado" y expulsaron a Jaftar del ejército. Por otro lado, los parlamentarios de la secular Alianza de Fuerzas Nacionales apoyaron la operación para poner fin a la violencia miliciana y evitar "ahogarse en un pantano de terrorismo, oscuridad, muerte y destrucción".
Las hostilidades comenzaron en la mañana del 16 de mayo de 2014, cuando las fuerzas del general Haftar asaltaron las bases de algunas milicias islamistas en Bengasi, incluida la responsable del asalto al consulado estadounidense en Bengasi. Helicópteros, aviones y soldados participaron en el asalto, matando al menos a 70 milicianos e hiriendo al menos a 250.
El 18 de mayo los miembros de una milicia aliada al general Haftar atacaron el edificio del Congreso General en Trípoli con armas antiaéreas y cohetes, obligando a los miembros del parlamento a huir del edificio. Acto seguido, el general Mokhtar Farnana, hablando en nombre de la Operación Dignidad, dijo que el Congreso quedaba "suspendido". No obstante, sus miembros siguieron reuniéndose en el Radisson Blu Al Mahary Hotel Tripoli y el presidente del Congreso, Abu Sahmain, llamó a las brigadas de Misrata a recuperar el antiguo edificio.
El 4 de junio, un terrorista suicida se detonó con su vehículo en la residencia de Haftar en Bengasi, matando a cuatro personas e hiriendo al menos a otras tres. Haftar salió ileso del ataque. Haftar le explicó a un amigo que era plenamente consciente de los riesgos para la seguridad personal que significaban tales aventuras militares.
Paralelamente, el 4 de agosto de 2014 se constituyó en la ciudad de Tobruk el nuevo parlamento libio, la Cámara de Representantes de Libia. En un principio, la cámara se mantuvo neutral en el conflicto entre Haftar y los yihadistas, y ordenó la disolución, el 13 de agosto, de todas las milicias que se formaron en Libia tras la guerra de 2011, incluidas la islamista Brigada Escudo de Libia y las brigadas Qaqaa y Sawaiq, de la Operación Dignidad. Sin embargo, más adelante pactaron con Haftar para que ayudara a recuperar Trípoli, donde algunos de los parlamentarios islamistas del anterior mandato se negaban a ceder sus cargos y seguían ejerciendo el control. A cambio, Haftar fue readmitido como miembro pleno del Ejército.

## Jefe del «Ejército Nacional Libio» opuesto al Gobierno de Acuerdo Nacional (GNA)
En 2014 se proclamó jefe del Ejército Nacional Libio que acabó poniéndose del lado de las autoridades del Este del país, no reconocidas por la comunidad internacional.
El 11 de septiembre de 2016 arrebató al Gobierno de Acuerdo Nacional (GNA), reconocido por la ONU, el control de cuatro puertos petroleros por los que podría exportarse la mitad del crudo extraído en Libia. Al día siguiente, las autoridades del Este de Libia ascendieron a Haftar al grado de mariscal de campo.
A finales de 2017, acabó con los últimos reductos islamistas en Bengasi y se apoderó del estratégico golfo de Sidra, punto clave para la salida del petróleo libio. Al año siguiente arrebató Derna a las milicias yihadistas que la controlaban y en febrero ocupó varias localidades del sur del país, incluida su capital Sebha.
El 5 de abril de 2019 anunció el inicio de la Operación Inundación de Dignidad y aseguró que sus tropas del Ejército Nacional Libio (LNA) estaban a las puertas de la capital Trípoli, sede del Gobierno de Acuerdo Nacional (GNA), único reconocido internacionalmente. Un día antes había llegado a Libia el secretario general de Naciones Unidas, António Guterres, para ultimar los preparativos de la conferencia nacional que tenía que celebrarse en la ciudad de Gadamés del 14 al 16 de abril y que había sido gestionada por el enviado especial de la ONU, Ghassam Salamé, con el objetivo de poner de acuerdo al GNA y el gobierno paralelo del este del país con sede en Tobruk y cuyo hombre fuerte es Haftar. Ante lo delicado de la situación Guterres viajó a Bengasi donde se entrevistó con Haftar. Este le reiteró su propósito de tomar la capital.
El mismo día del anuncio de Haftar se reunió el Consejo de Seguridad de Naciones Unidas, que instó al LNA a cesar sus movimientos, advirtiendo que amenazaba a la estabilidad del país. El Consejo «pide a las fuerzas del LNA a frenar toda actividad militar», indicó el embajador de Alemania ante Naciones Unidas, Christoph Heusgen, quien en ese mes de abril presidía el Consejo. «En Libia no puede haber una solución militar para el conflicto», añadió Heusgen. También hubo un comunicado del G-7 en el mismo sentido.
Una decena después del ataque de Haftar el presidente de Estados Unidos Donald Trump llama a Haftar para destacar su "papel significativo" en el combate "antiterrorista" y en " la securización de los recursos petrolíferos" del país. Según el New York Times, John Bolton entonces consejero de seguridad nacional le habría dado como consejo a Haftar unos días antes del asalto: "si vais a atacar, hacedlo rápido".
A finales de junio de 2019 el LNA no había conseguido tomar Trípoli y continuaban los combates contra las milicias fieles al Gobierno de Acuerdo Nacional reconocido por la ONU. El 12 de enero de 2020 Hafter aceptó el alto el fuego propuesto por Turquía y Rusia en un intento por recuperar las negociaciones de paz tras diez meses de intensos combates.
A principios de junio de 2020 terminaba en fracaso la ofensiva sobre Trípoli y las tropas de Hafter se replegaban a su bastión en el este de Libia.
El 6 de junio de 2020 apoyado por Egipto presentó la denominada Declaración de El Cairo una propuesta de paz y desarme para poner fin a la guerra acompañada de una declaración unilateral de alto el fuego.

## Críticas
Tras anunciar la ofensiva del LNA sobre Trípoli en abril de 2019, un corresponsal en Túnez del diario español El País describió al general como el líder del Ejército Nacional de Libia y que su desarrollo militar no habría sido factible sin el apoyo militar de Egipto y los Emiratos Árabes Unidos, asimismo el general se ve: «Envuelto en un discurso ferozmente antislamista para camuflar su desmesurada ambición de poder, Hafter parece una réplica exacta de su gran valedor internacional, el mariscal egipcio Abdelfatah Al-Sisi. Como él, espera obtener el apoyo de los países de Occidente utilizando el espantajo del yihadismo».